# Francisco de Zúñiga Avellaneda y Velasco
Francisco de Zúñiga Avellaneda y Velasco nació aproximadamente el año de 1475 y falleció en Valladolid el 5 de octubre de 1536, miembro de la Casa de Zúñiga, III conde de Miranda del Castañar, grande de España, XII señor de Avellaneda, Aza, Fuente Almejir, Peñaranda de Duero, Íscar, Candeleda y otras villas, miembro del Consejo de Estado de los Reyes Católicos, capitán general de la Mar (1505), miembro de la Liga de los Nobles en la Guerra de las Comunidades de Castilla, Virrey de Navarra (1522-1529), miembro del Consejo de Estado de Carlos I de España, mayordomo mayor de la emperatriz Isabel, caballero de la Orden del Toisón de Oro.

## Filiación
Francisco era el primogénito de Pedro de Zúñiga y Avellaneda, II conde de Miranda del Castañar, XI señor de Avellaneda, Íscar y de Peñaranda del Duero, etc, fallecido el 5 de octubre de 1492, y de su esposa Catalina de Velasco y Mendoza, hija de Pedro Fernández de Velasco, II conde de Haro, I condestable hereditario de Castilla, y de su esposa Mencía de Mendoza y Figueroa. 
Francisco, a la muerte de su padre fue III conde de Miranda del Castañar, se casó con María Enríquez de Cárdenas, hija de Gutierre de Cárdenas Chacón, comendador mayor en León de la Orden de Santiago, alcaide de la fortaleza de Almería, y de su esposa Teresa Enríquez, prima hermana del Rey Fernando II "el Católico", hija del III almirante de Castilla, Alonso Enríquez de Quiñones, y María de Velasco. Las capitulaciones matrimoniales fueron otorgadas en Tarazona el 24 de septiembre de 1495. Tuvieron varios hijos: 
- Francisco, IV conde de Miranda del Castañar, fue su heredero
- Gutierre, casado con Jerónima Girón de Figueroa
- Gaspar de Zúñiga y Avellaneda, arzobispo de Sevilla, arzobispo de Santiago, Primado de España
- Ana, dama en la Corte de la Emperatriz Isabel, profesó y fue la primera abadesa del Monasterio de las Franciscanas Concepcionistas de Peñaranda del Duero fundado por sus padres en 1528
- Teresa, casada con Pedro de Zúñiga y Orantes, su primo, I marqués de Aguilafuente
- Catalina, casada con Luis de Sandoval y Enríquez, III marqués de Denia, II conde de Lerma, fundó mayorazgo en 1521 para su segundo hijo Gutierre de Cárdenas y otorgó testamento en 1533;[2] el emperador Carlos V confirmó por real cédula de 30 de mayo de 1535 la fundación del mayorazgo[3]

## Al servicio de la reina Juana I de Castilla
Francisco y su suegro Gutierrre de Cárdenas dieron la bienvenida en Fuenterrabía el 26 de enero de 1502 y obsequiaron a la Princesa Juana y a su esposo el Príncipe Felipe "el Hermoso" de Borgoña en su primera parada en España, viniendo de Flandes pasando la Francia. La Princesa Juana debía ser jurada como Princesa de Asturias y heredera de la Corona de Castilla. La ceremonia del Juramento como Princesa de Asturias y Acatamiento a los Reyes Católicos Isabel I y Fernando II se realizó en la Catedral de Toledo el 27 de mayo de 1502.
Francisco fue nombrado miembro del Consejo de Estado de los Reyes Católicos. La Reina de Castilla Isabel I fallece el 26 de noviembre de 1504. El Rey Fernando II "el Católico", como Gobernador de Castilla desde 1505, envía al Conde de Miranda a principios de 1506 con algunos barcos a Falmouth para que traiga de Inglaterra, donde visitaba a su hermana Catalina, y acompañe a la Reina de Castilla Juana I y a Felipe "el Hermoso" a España. La flota desembarca en La Coruña el 26 de abril de 1506.
El Rey de Castilla Felipe I "el Hermoso" nombra a Francisco Capitán General de la mar. Pero el reinado de Felipe I dura poco tiempo, la muerte le dio fin en Burgos el 25 de septiembre de 1506.
El Conde de Miranda, Francisco de Zúñiga, el Condestable de Castilla, Iñigo Fernández de Velasco, el Marqués de Aguilar, Luis Fernández Manrique de Lara y el Marqués de Falces, Alonso Carrillo otorgan entre 1516 y 1518 tres escrituras confirmando su confederación.

## Al servicio de Carlos I de España
El Emperador del Sacro Imperio Carlos V y Rey de España, después de su coronación en 1520, reforma la dignidad de Grande separando títulos y dignidades y crea 25 Grandezas de España, de ellas dos para la Casa de Zúñiga, la una para el Duque de Béjar, Álvaro de Zúñiga y Guzmán y la otra para el Conde de Miranda, Francisco de Zúñiga Avellaneda y Velasco.
Fue miembro de la Liga de los Grandes y de la Nobleza en la lucha contra la rebelión de los Comuneros, conocida como la Guerra de las Comunidades de Castilla. La Nobleza reúne sus fuerzas y pelea al lado del ejército imperial conducido por el Conde de Haro. Participa en el Cerco de Rioseco y Toma de Tordesillas en el invierno de 1520. En la Jornada de Villalar el 23 de abril de 1521 fue derrotado el ejército de los Comuneros y sus capitanes Padilla, Bravo y Maldonado son degollados el 24 de abril de 1521.
Francisco es nombrado Capitán General y Virrey de Navarra por el Emperador Carlos V el 1 de noviembre de 1521. El Conde de Miranda presta juramento como Capitán General y Virrey de Navarra el 20 de marzo de 1522. El Conde de Miranda ejerce el cargo de Virrey de Navarra del 1522 al 1529. El 25 de marzo de 1522 llegó a Tudela de Pamplona con muchos magnates para besar los pies del Santo Pontífice (Adriano VI), con intención de volver a su residencia el mismo día Por las Instrucciones del Emperador del Sacro Imperio Romano Carlos V y Rey de España Carlos I dadas a la Emperatriz Isabel, en su primera Regencia de España a causa de su ausencia en el año de 1528, nombra como Miembros del Consejo de Estado: al Arzobispo de Toledo, al Arzobispo de Santiago, al Conde de Miranda y a Juan Manuel. El Conde de Miranda gozaba de ser caballero muy entendido y forzado. Francisco es nombrado en 1528 segundo Mayordomo Mayor del Emperador y en 1529 Mayordomo Mayor de la Emperatriz Isabel.
Francisco y su esposa fundaron el Monasterio de las Franciscanas Concepcionistas en Peñaranda de Duero en 1528. La construcción fue terminada por su nieto Juan, Conde VI de Miranda. La iglesia tiene un carácter de panteón. La primera abadesa fue su hija Ana. Su palacio en Peñaranda de Duero, cuya construcción se comenzó en 1530 y en tiempos de su hijo Francisco IV Conde de Miranda en 1550 se terminó, es una espléndida obra en estilo renacentista, declarado Monumento Histórico Nacional.
Francisco fue elegido Caballero de la Orden del Toisón de Oro por el Emperador del Sacro Imperio Carlos V, Maestre y Jefe Soberano de la Orden, en el capítulo celebrado en la Catedral de Tournai, Flandes, del 3 al 5 de diciembre de 1531.
Francisco acompaña a la Emperatriz Isabel a las Cortes celebradas en Segovia en 1532 así como al viaje de la Emperatriz de Madrid a Barcelona para recibir al Emperador Carlos V en febrero de 1533. También acompaña Francisco a la Emperatriz Isabel en su viaje de Madrid a Barcelona para despedir al Emperador Carlos V a su salida para la Jornada de Túnez en abril de 1535. Francisco informa al Emperador Carlos V, en su carta del 30 de junio de 1535, durante la ausencia del Emperador en Italia, del nacimiento y bautizo de la Princesa Juana.
Francisco es reelegido por el Emperador Carlos V Miembro del Consejo de Estado en 1535.
Francisco de Zúñiga Avellaneda y Mendoza falleció el 5 de octubre de 1536 y fue sepultado en el monasterio burgalés de Santa María de la Vid, donde aún hoy reposan sus restos en una urna junto al altar mayor de la iglesia principal. Fue III Conde de Miranda del Castañar, Señor de Avellaneda, Aza, Íscar, Fuente Almejir y Peñaranda de Duero, grande de España, Caballero de la Orden del Toisón de Oro.
| Predecesor: Duque de Nájera | Virrey de Navarra 1522 - 1529 | Sucesor: Conde de Alcaudete |